# Westlake (Luisiana)
Westlake es una ciudad ubicada en la parroquia de Calcasieu en el estado estadounidense de Luisiana. En el Censo de 2010 tenía una población de 4568 habitantes y una densidad poblacional de 475,91 personas por km².

## Geografía
Westlake se encuentra ubicada en las coordenadas 30°15′36″N 93°15′52″O / 30.26000, -93.26444. Según la Oficina del Censo de los Estados Unidos, Westlake tiene una superficie total de 9.6 km², de la cual 9.46 km² corresponden a tierra firme y (1.48%) 0.14 km² es agua.

## Demografía
Según el censo de 2010, había 4568 personas residiendo en Westlake. La densidad de población era de 475,91 hab./km². De los 4568 habitantes, Westlake estaba compuesto por el 77.17% blancos, el 19.68% eran afroamericanos, el 0.53% eran amerindios, el 0.28% eran asiáticos, el 0.07% eran isleños del Pacífico, el 0.81% eran de otras razas y el 1.47% pertenecían a dos o más razas. Del total de la población el 3.33% eran hispanos o latinos de cualquier raza.